# Yaracuy
Lo Stato di Yaracuy è uno degli Stati del Venezuela. Confina a nord con lo Stato di Falcón, a sud con gli Stati di Portuguesa e Cojedes a ovest con lo Stato di Lara e a est con gli Stati di Carabobo e Cojedes.
Il nome deriva da un valoroso capo indigeno della popolazione degli Guadabacoa che comandava un vasto territorio sulle rive del fiume.
Capitale dello Stato è San Felipe che si sviluppò fra il XVII e il XVIII secolo con il nome di Cerritos de Cocorote. Il centro abitato fu promosso al rango di città dal re Filippo V di Spagna, che volle ribattezzarlo con l'attuale denominazione, in onore del proprio santo protettore.
La gran parte dello Stato è situato nella Cordillera Central.
Il clima è prevalentemente tropicale fatta eccezione per le aree montuose nel quale è temperato.
L'attività economica prevalente è l'agricoltura, lo Stato è il primo produttore venezuelano di arance ma produce anche batate, palme da olio e canna da zucchero, quest'ultima alimenta le più grandi raffinerie di zucchero della regione situate a Chivacoa e Yaritagua.
Vi si trova anche una miniera di piombo, di oro e platino.
Una delle principali mete turistiche dello Stato è il parco botanico "Parque de la exótica flora tropical y Misión Nuestra Señora del Carmen" sito a San Felipe.

## Comuni e (capoluoghi)
- Aristides Bastidas (San Pablo)
- Bolívar (Aroa)
- Bruzual (Chivacoa)
- Cocorote (Cocorote)
- Independencia (Independencia)
- José Antonio Páez (Sabana de Parra)
- La Trinidad (Boraure)
- Manuel Monge (Yumare)
- Nirgua (Nirgua)
- Peña (Yaritagua)
- San Felipe (San Felipe)
- Sucre (Guama)
- Urachiche (Urachiche)
- Veroes (Farriar).